# Saimir Pirgu
Saimir Pirgu, född 23 september 1981 i Elbasani, är en albansk operatenor.
Innan Pirgu började med operasången lärde han sig att spela violin. Efter att ha flyttat till Bozen i Italien upptäckte han sin operaröst. Han har framfört i verk som Il viaggio a Reims, Adina och Lucia di Lammermoor. 
I mars 2012 gjorde han sin debut vid Gran Teatre del Liceu i Barcelona då han framträdde som Rodolfo i La bohème tillsammans med den rumänska sopranen Angela Gheorghiu som Mimì. I september 2012 gjorde han sitt första framträdande vid San Francisco Opera som Tebaldo i I Capuleti e i Montecchi. 
Vid finalen av Festivali i Këngës 51 den 22 december 2012 uppträdde Pirgu i mellanakten tillsammans med Shkelzën Doli.

## Repertoar
- Idomeneo – Idomeneo
- Nemorino – L'elisir d'amore
- Edmondo – Manon Lescaut
- Alfredo – La traviata
- Rinuccio – Gianni Schicchi
- Ottavio – Don Giovanni
- Ferrando – Così fan tutte
- Tebaldo – I Capuleti e i Montecchi